# Centaurium pulchellum
Centaurium pulchelum (antes Erythraea pulchella), comúnmente llamada centáurea menor, es una especie de la familia de las gencianáceas.

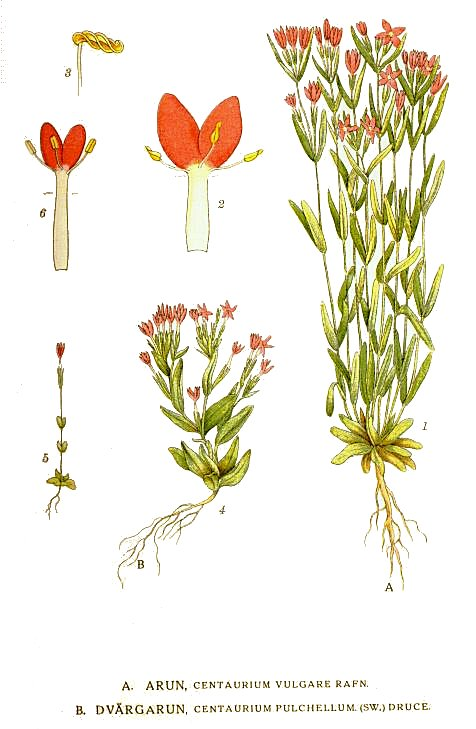
Ilustración

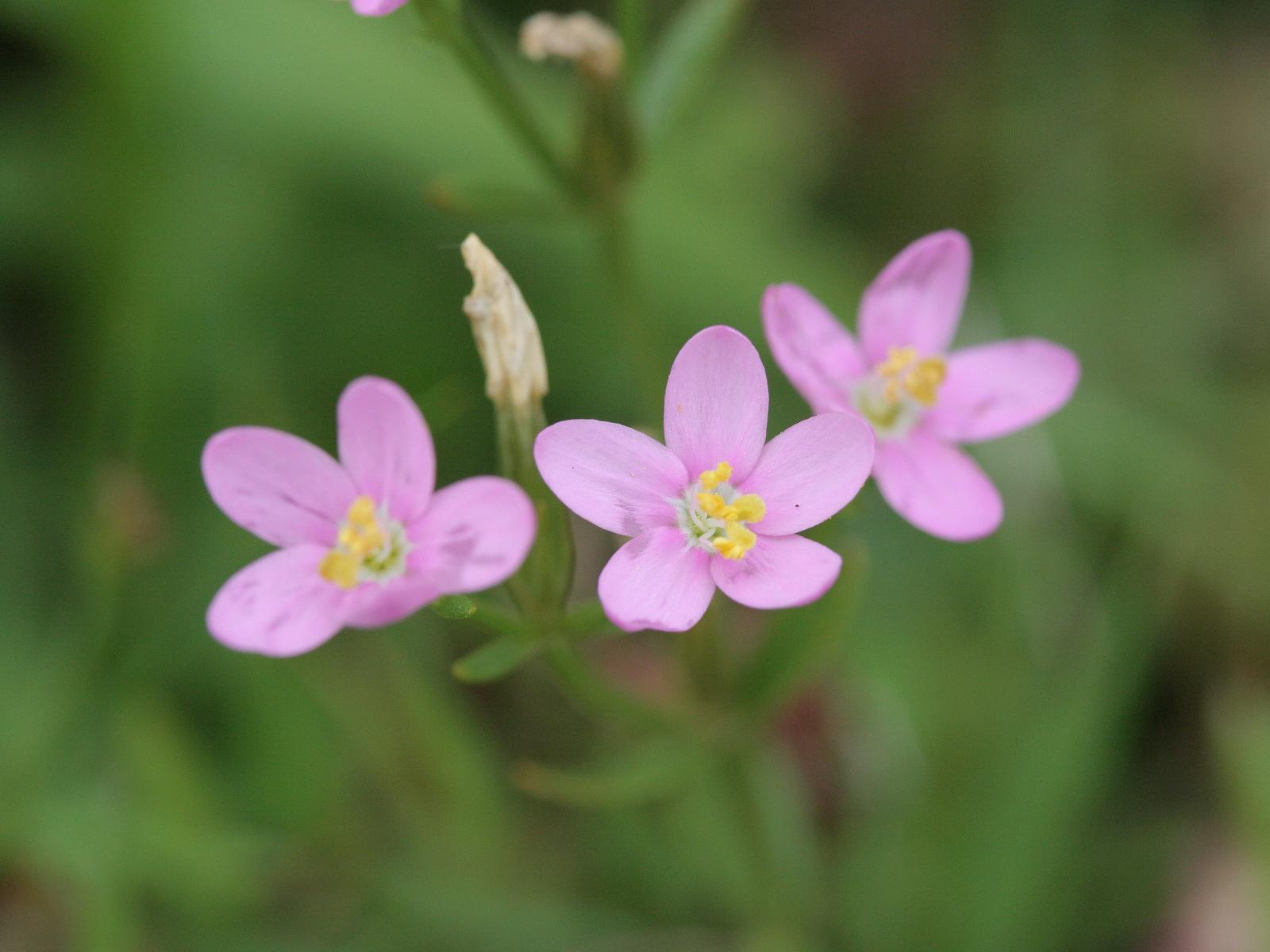
Detalle de la flor

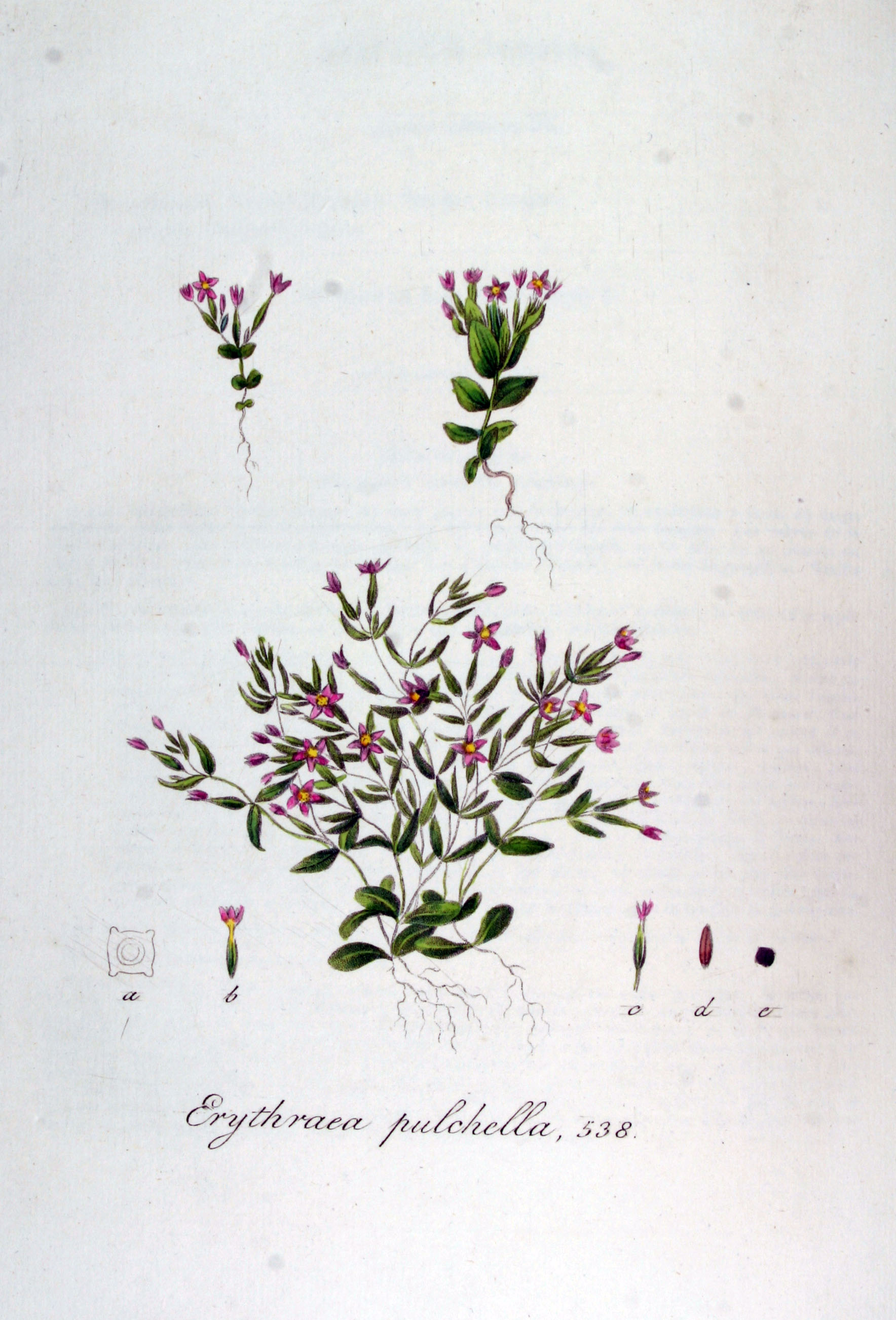
Ilustración de Flora Batava

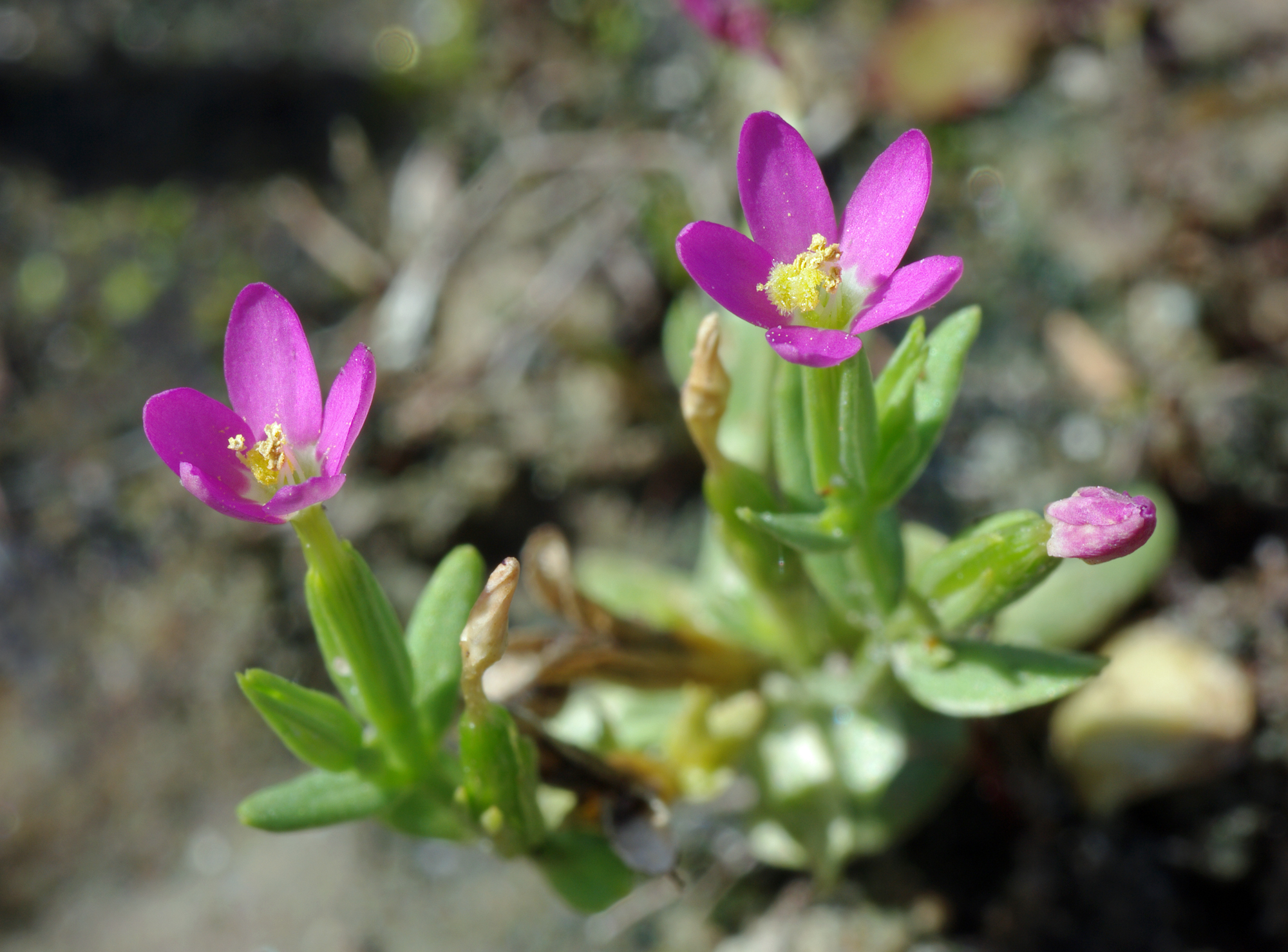
Flores

## Descripción
Planta anual de hasta 20 cm, sin roseta basal de hojas. Hojas ovado-lanceoladas agudas, que crece en longitud tallo arriba. Flores morado rosáceas, raramente blancas, en inflorescencia laxa, ramosa, de parte superior plana, o solitaria. Cáliz que casi iguala el tubo de la corola; lóbulos de la corola de 2-4 mm. Florece desde finales de primavera y en verano.

## Distribución y hábitat
Se encuentra extendida por toda Europa, excepto en Islandia. Habita en lugares abiertos.

## Taxonomía
Centaurium pulchellum fue descrita por (Sw.) Druce y publicado en Flora of Berkshire 342. 1897.
Etimología
Centaurium: nombre genérico  que recibe su nombre por el centauro mitológico Quirón (que también da nombre a la tribu a que pertenece, Chironieae), afamado como herbalista y médico, puesto que son empleadas desde la época clásica como tónicos para las afecciones estomacales y hepáticas.
pulchellum: epíteto latino que significa "rojizo".
Citología
Número de cromosomas de Centaurium pulchellum (Fam. Gentianaceae) y táxones infraespecíficos: n=18.
Sinonimia
- Erythraea pulchella (Swartz) Fries
- Erythraea ramosissima (Vill.) Pers.
- Gentiana pulchella Swartz[4]
- Centaurium anatolicum (K.Koch) Tzvelev
- Centaurium caspicum (Fisch.) Tzvelev
- Centaurium ramosissimum (Vill.) Druce
- Chironia erythraea Schousb.
- Chironia gerardii F.W.Schmidt
- Chironia inaperta Willd.
- Chironia intermedia Mérat
- Chironia maritima Georgi
- Chironia minor Desf.
- Chironia nana Bastard ex Griseb.
- Chironia pulchella Willd.
- Chironia ramosissima Bernh.
- Chironia ramosissima Ehrh. ex Griseb.
- Chironia vaillantii F.W.Schmidt
- Cicendia pulchella Griseb.
- Erythraea altaica Griseb.
- Erythraea anatolica K.Koch
- Erythraea arenaria C.Presl
- Erythraea caspica Fisch. ex Griseb.
- Erythraea emarginata Waldst. & Kit.
- Erythraea gerardii Baumg.
- Erythraea inaperta Schltdl.
- Erythraea meyeri Bunge
- Erythraea morieri Corb.
- Erythraea nana Hegetschw.
- Erythraea pumila F.Dietr.
- Erythraea pumila (Jacq.) Grande
- Erythraea pyrenaica Rich.
- Erythraea sparsiflora Schur
- Erythraea variabilis Schur
- Gentiana ramosissima Vill.
- Gonipia pulchella Raf.
- Hippion pulchellum F.W.Schmidt
- Hippocentaurea emarginata Schult.
- Hippocentaurea inaperta Schult.
- Hippocentaurea pulchella Schult.
- Microcala pulchella G.Don
- Sabatia pulchella Spreng.
- Xolemia palustris Raf.

## Nombre común
- Castellano: centaura, herba de centaura.[4]